# Robert Pelikán
Robert Pelikán (ur. 18 października 1979 w Pradze) – czeski polityk i prawnik, parlamentarzysta, od 2015 do 2018 minister sprawiedliwości.

## Życiorys
W 2003 ukończył studia prawnicze na Uniwersytecie Karola w Pradze, w 2011 doktoryzował się na tej samej uczelni. Od 2003 pracował jako prawnik, m.in. w międzynarodowym przedsiębiorstwie prawniczym Linklaters. W 2008 współtworzył i był partnerem w kancelarii prawniczej Vrána & Pelikán.
W 2014 został pierwszym wiceministrem sprawiedliwości w rządzie Bohuslava Sobotki. 12 marca 2015 w tym samym gabinecie zastąpił Helenę Válkovą na stanowisku ministra sprawiedliwości z rekomendacji ANO 2011. W tym samym roku formalnie wstąpił do tego ugrupowania.
Z listy ANO 2011 w wyborach w 2017 uzyskał mandat deputowanego do Izby Poselskiej. 13 grudnia tegoż roku ponownie objął urząd ministra sprawiedliwości, wchodząc w skład nowo utworzonego rządu Andreja Babiša. Przejął również kierowanie Radą Legislacyjną. Pełnił tę funkcję do 27 czerwca 2018. Wcześniej w tym samym miesiącu zrezygnował z zasiadania w parlamencie, decydując się na powrót do aktywności zawodowej.